# Teddy Bear
Teddy Bear – czwarty single album południowokoreańskiej grupy STAYC, który został wydany 14 lutego 2023 roku.

## Historia wydania
18 stycznia 2023 roku High Up Entertainment poinformowało, że grupa powróci w lutym. 31 stycznia, STAYC oficjalnie ogłosiło datę i szczegóły swojego nadchodzącego lutowego comebacku. 1 lutego opublikowano harmonogram promocji nadchodzącego powrotu. 3 lutego wraz z teledyskiem ukazała się koreańska wersja Poppy, która wcześniej została wydana jako japońskojęzyczny debiutancki singel grupy. 5 lutego na YouTube został opublikowany pierwszy zwiastun teledysku do nadchodzącej piosenki „Teddy Bear”. 7 lutego zostały opublikowane pierwsze zdjęcia z udziałem J, Seeun i Yoon. Następnego dnia pojawiły się również Sumin, Sieun i Isa. 10 lutego grupa opublikowała zdjęcia koncepcyjne wersji „FUN” i „TOGETHER” na ich powrót z „Teddy Bear”. 12 lutego pojawił się drugi zwiastun teledysku do nadchodzącego utworu tytułowego. Single album został wydany wraz z teledyskiem do „Teddy Bear” 14 lutego.

## Promocja
Po wydaniu Teddy Bear, 14 lutego 2023 roku, STAYC zorganizowały wydarzenie na żywo, aby zaprezentować single album i poprzez nie nawiązać kontakt z fanami.

## Lista utworów
| CD | CD                    | CD                  | CD                                                    | CD         | CD      |
| Nr | Tytuł utworu          | Tekst               | Kompozycja                                            | Aranżacja  | Długość |
| -- | --------------------- | ------------------- | ----------------------------------------------------- | ---------- | ------- |
| 1. | „Teddy Bear”          | B.E.P, FLYT         | B.E.P, Jeon goon                                      | Rado, FLYT | 3:09    |
| 2. | „Poppy (Korean ver.)” | B.E.P, FLYT, Will.B | B.E.P, Moon Seo-ul (Mumw), Moon Da-eun (Mumw), Co-sho | Rado, FLYT | 2:58    |

## Notowania
| Lista                     | Najwyższa pozycja wykres tygodniowy |
| ------------------------- | ----------------------------------- |
| Korea Południowa (Circle) | 1                                   |

| Lista                     | Najwyższa pozycja wykres miesięczny |
| ------------------------- | ----------------------------------- |
| Korea Południowa (Circle) | 6                                   |

## Nagrody
Programy muzyczne
| Piosenka   | Rok  | Data      | Stacja telewizyjna | Program          |
| ---------- | ---- | --------- | ------------------ | ---------------- |
| Teddy Bear | 2023 | 21 lutego | SBS M              | The Show         |
| Teddy Bear | 2023 | 22 lutego | MBC M              | Show Champion    |
| Teddy Bear | 2023 | 24 lutego | KBS2               | Music Bank       |
| Teddy Bear | 2023 | 26 lutego | SBS                | Inkigayo         |
| Teddy Bear | 2023 | 8 marca   | MBC M              | Show Champion    |
| Teddy Bear | 2023 | 11 marca  | MBC                | Show! Music Core |